# 大久保教寛
大久保 教寛（おおくぼ のりひろ）は、江戸時代の旗本。のちに駿河松長藩の初代藩主。荻野山中藩大久保家初代。

## 経歴
明暦3年（1657年）、相模小田原藩主・大久保忠朝の次男として生まれる。元禄5年（1692年）4月14日、小姓組番頭に任じられて2000俵取りとなる。同年12月18日、従五位下、長門守に叙任される。元禄10年（1697年）に安房長狭郡に所領を与えられた。元禄11年（1698年）に兄の大久保忠増が本家小田原藩の家督を継ぐと、兄から駿河・相模国内で6000石を与えられた。元禄12年（1699年）1月11日に書院番頭に任じられ、閏9月28日には側用人に任じられる。宝永3年（1706年）10月15日には西の丸若年寄に任じられ、駿河富士郡などに5000石加増の1万1000石を領したため、大名・駿河松長藩主となった。
宝永6年（1709年）1月10日、若年寄に任じられる。享保3年（1718年）3月3日、さらに相模大住郡などにおいて5000石を加増され、1万6000石を領する大名となった。享保15年（1730年）11月27日、家督を長男・教端に譲って隠居する。
元文2年（1737年）12月17日に死去した。享年81。

## 系譜
父母
- 大久保忠朝（父）
- 村越氏 ー 側室（母）

正室
- 米津政武の娘

子女
- 大久保教端（長男）生母は正室
- 大久保教平（四男）
- 伊東長丘正室
- 水野忠英正室のち大久保教明正室